# Disco music

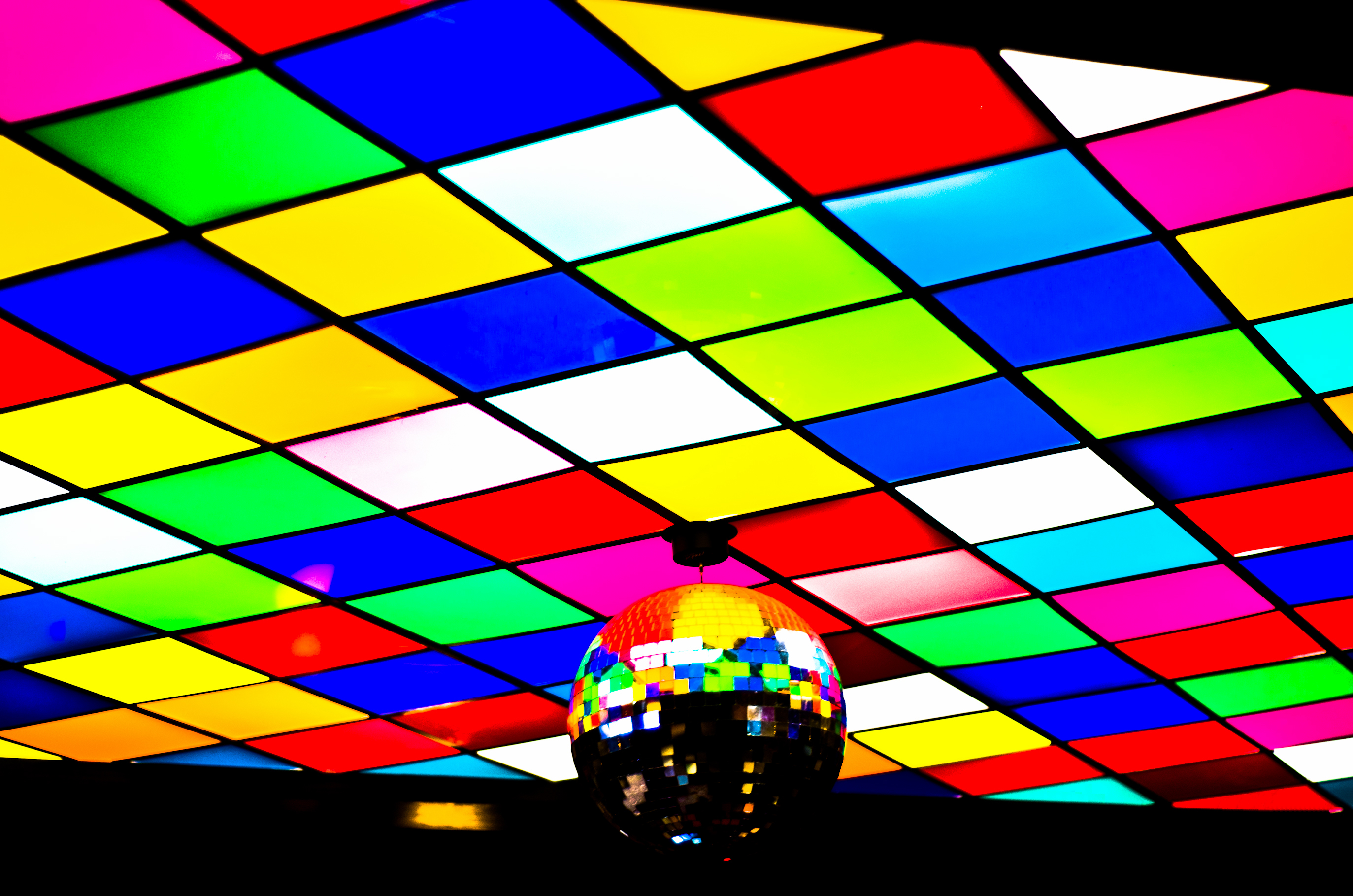
Un soffitto di una discoteca di Arlington, Texas, Stati Uniti.

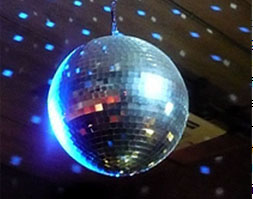
Una sfera specchiata

La disco music, a volte abbreviata disco, è un genere musicale sviluppatosi negli anni settanta, con brevi rinascite negli anni successivi.
Dapprima relegata nei club frequentati da afroamericani e latinoamericani, la disco music divenne un fenomeno di portata mondiale a partire dal 1974, anno in cui Gloria Gaynor pubblicò la sua versione di Never Can Say Goodbye. Il successo dello stile e le sue potenzialità commerciali spronarono le emittenti radiofoniche a trasmettere moltissimi brani di artisti specializzatisi in tale stile. Nel corso del decennio, molti artisti non-disco registrarono canzoni di tale stile o comunque ad esso ispirate (ricevendo tra l'altro aspre critiche come quella di essersi "venduti") e film come La febbre del sabato sera (Saturday Night Fever) e Grazie a Dio è venerdì (Thank God It's Friday) contribuirono al successo della disco a livello di popolarità mainstream. La disco fu l'ultimo movimento di musica popolare di massa guidato dalla generazione del baby boom.
La sua popolarità diminuì negli USA alla fine degli anni settanta. Il 12 luglio 1979, una protesta anti-disco a Chicago, chiamata poi Disco Demolition Night, aveva dimostrato che una reazione arrabbiata contro la disco e la sua cultura era emersa negli Stati Uniti. Nei mesi e negli anni successivi, molti gruppi musicali associati alla disco lottarono per ottenere airplay nelle radio negli USA, anche se non ebbero questo tipo di problemi negli altri Paesi. Pochi artisti riuscirono ad entrare in classifica con canzoni disco all'inizio degli anni ottanta, ma il termine "disco" divenne fuori moda nel nuovo decennio e alla fine fu sostituito da "dance music", "dance pop" ed altri identificatori, con generi inoltre maggiormente influenzati dalla musica elettronica.

## Definizione e caratteristiche

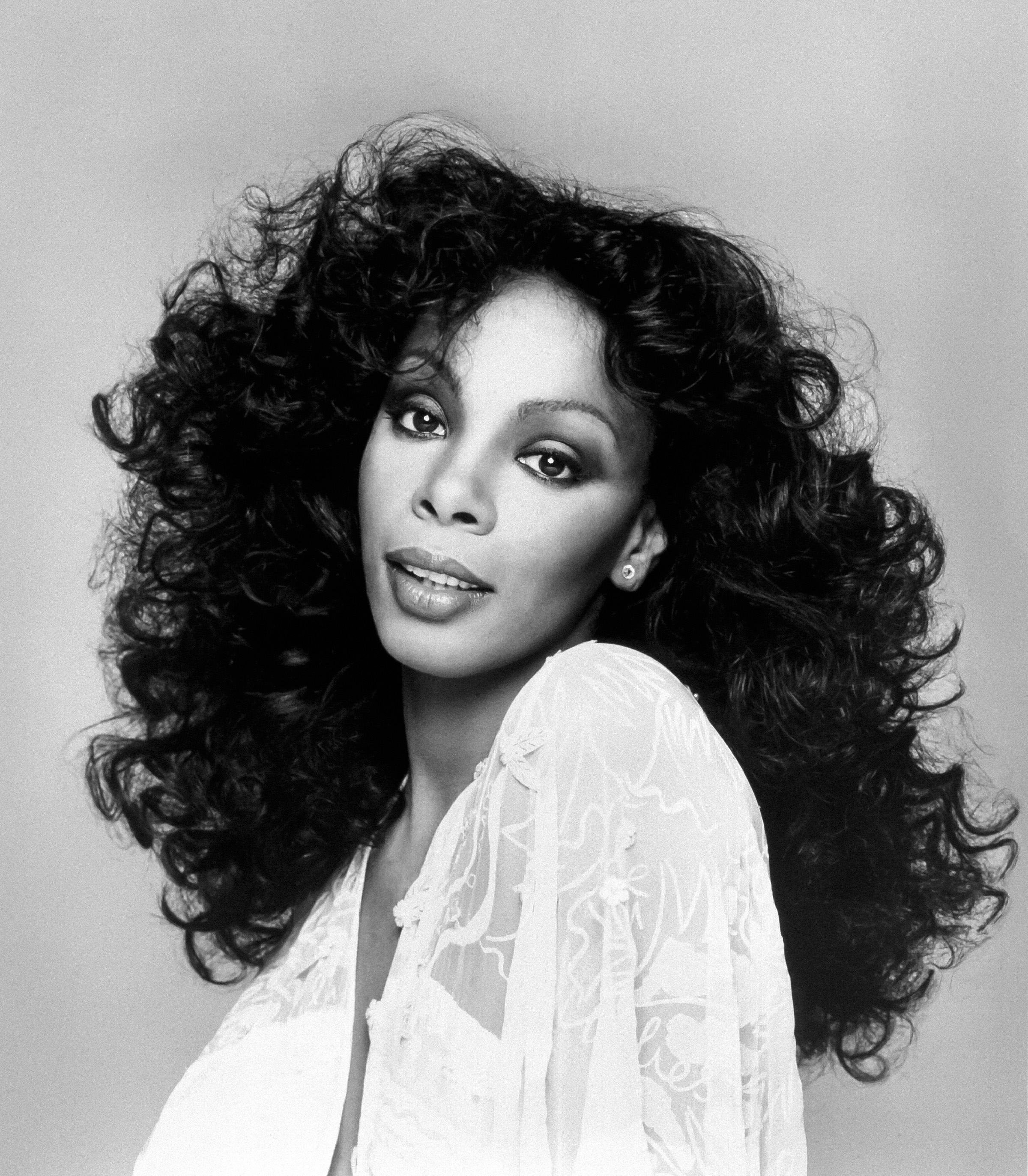
Donna Summer (1977)

Il termine è derivato da discothèque (in francese "libreria di dischi fonografici", ma in seguito usato come nome proprio per i night club a Parigi).
Il suo pubblico iniziale era composto dai frequentatori di club delle comunità afro-americane, italo-americane,
La disco music nasce dalla commistione di molte espressioni di musiche afroamericane e latine tra cui funk, soul e swing, senza disdegnare elementi della musica psichedelica e dell'elettronica (un aspetto che caratterizza le produzioni disco di matrice europea). Il suono disco ha delle voci svettanti e spesso riverberate su un battito four-on-the-floor costante, una scansione regolare di hi-hat con note 'ottave' (= croma) o 'sedicesime' (semicroma), spesso con un hi-hat aperto su un battito non accentato, e una linea di basso elettrico prominente e sincopata, a volte costituita da note del valore di ottave. Il Fender Jazz Bass è spesso associato alle linee di basso della disco, perché lo strumento stesso ha una "voce" molto prominente nel mix musicale. Nella maggior parte dei brani disco, gli archi, i fiati, i pianoforti elettrici e le chitarre elettriche creano un suono di sottofondo lussureggiante. Gli strumenti orchestrali, come il flauto, sono spesso utilizzati per le melodie soliste (senza nei concerti live l'accompagnamento, e la chitarra solista (solo la chitarra elettrica) è meno frequentemente utilizzata nella disco rispetto al rock. Molte canzoni disco, soprattutto dalla fine degli anni settanta, impiegano l'utilizzo di strumenti elettronici come i sintetizzatori.
La disco fu anche una reazione sia contro il dominio della musica rock sia contro la stigmatizzazione della musica da ballo dalla controcultura durante questo periodo. Anche le donne abbracciarono la disco e così la musica progressivamente si espanse a diversi altri popolari gruppi musicali del tempo.

## Artisti
Gli interpreti della disco ben conosciuti nella seconda metà degli anni settanta sono stati gli ABBA, Barry White, i Bee Gees, i Boney M., gli Chic, Donna Summer, Giorgio Moroder, Gloria Gaynor, i KC and the Sunshine Band e i Trammps. Diversi critici sostengono che anche i Kraftwerk, che nascono come band di musica elettronica, hanno avuto un ruolo importante facendo da pionieri della disco nonché il suono elettronico che diventò un grande elemento della disco. Mentre gli interpreti e i cantanti ottennero una certa attenzione dal pubblico, i produttori che lavorarono dietro le quinte svolsero un ruolo, se non più importante, almeno paritario nella disco, in quanto spesso scrissero le canzoni e crearono i suoni innovativi e le tecniche di produzione che fecero parte del "suono disco". Gli artisti che facevano generi musicali da cui ebbe origine la disco, come il rhythm and blues, il soul e il funk, annoverano anche loro canzoni con questo stile (dato il fenomeno culturale che da esso derivò) nel loro repertorio: tra questi (per lo più gruppi) vi sono i Commodores, gli Earth, Wind & Fire, i Kool & the Gang, le Labelle e i Jackson 5.

## Le discoteche
Entro la fine degli anni settanta la maggior parte delle più importanti città degli Stati Uniti ebbero una fiorente scena disco. Lo Studio 54 fu senza dubbio il più noto di questi night club. I balli popolari furono il "robot" e l'"hustle", un ballo sessualmente molto suggestivo. I frequentatori della disco spesso indossavano mode costose e stravaganti. Ci fu anche una fiorente subcultura della droga nella scena della disco, in particolare per quelle e per i farmaci che avrebbero migliorato l'esperienza di ballare con la musica ad alto volume e le luci lampeggianti, come la cocaina (soprannominata "colpo"), l'LSD (usato prima anche dagli hippies nel Festival di Woodstock del 1969), il Nitrito di amile (conosciuto col nome di "Popper") e il Metaqualone, commercializzato col nome di "Quaalude". L'altro fenomeno culturale dell'era disco fu la promiscuità e il sesso pubblico nei club. Altri club di New York che, nati alla fine degli anni '70, contribuirono sicuramente allo sviluppo del fenomeno disco furono il The Gallery del DJ Nicky Siano e il Paradise Garage col DJ Larry Levan.

## Abbigliamento
La rinnovata attenzione per il corpo e il ballo portò stilisti e designer della moda, tra cui Betsey Johnson e Norma Kamali, a concepire un nuovo codice di abbigliamento. Gli abiti della scena disco erano principalmente finalizzati al ballo in discoteca e comprendevano jeans elasticizzati, pantaloncini e abiti che aggiungevano nuovi materiali quali la lycra e lo spandex al tessuto di base. I tessuti privilegiati erano luminosi oppure quelli con stampe che richiamavano pelli animali (zebrato, tigrato, serpente ecc...) e altri motivi esotici e tropicali. Dapprima destinato al pubblico ristretto dell'alta moda, l'abbigliamento disco si diffuse su più vasta scala.

## Storia

### Origini del termine e il tipo di nightclub
All'inizio degli anni quaranta, i termini Disc jockey e la sua abbreviazione DJ erano in uso per descrivere i presentatori radiofonici. A causa delle restrizioni, le sale da ballo di jazz nella Francia occupata dai Nazisti suonavano registrazioni, invece di utilizzare la musica dal vivo. Alla fine, più di uno di questi luoghi avevano il nome proprio discothèque. Nel 1959, il termine fu usato a Parigi per descrivere uno qualsiasi di questi tipi di locali notturni. Quell'anno, Klaus Quirini, un giovane reporter, cominciò spontaneamente a selezionare e ad introdurre i dischi allo Scotch-Club ad Aquisgrana, nella Germania Ovest. L'anno successivo il termine fu usato negli Stati Uniti per descrivere quel tipo di club e un tipo di ballo in quei club. Nel 1964, discothèque e l'abbreviazione disco furono usati per descrivere un tipo di abito senza maniche indossato quando si va ai nightclubs. Nel settembre dello stesso anno, la rivista Playboy usò la parola disco come un'abbreviazione per un nightclub in stile discothèque. In quello che è considerato un precursore per i club in stile disco, il DJ di New York, David Mancuso aprì The Loft, un club dance privato, per soli soci, nel febbraio 1970. Il primo articolo sulla disco fu scritto nel settembre del 1973 da Vince Aletti per la rivista Rolling Stone. Nel 1974 la radio WPIX-FM di New York mandò in onda in anteprima il primo programma radiofonico dedicato alla disco.

### Proto-disco e prima fase della musica disco

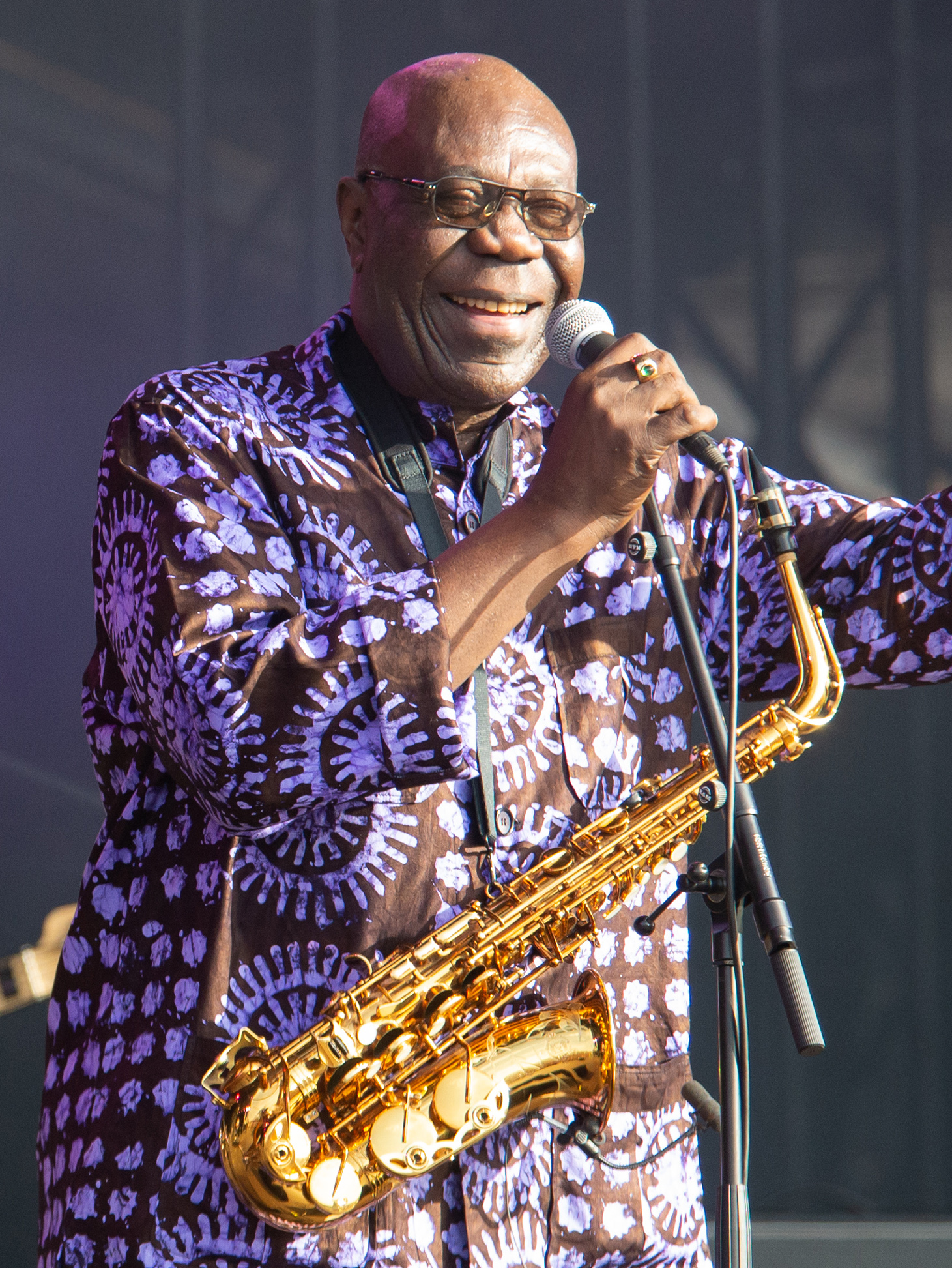
Manu Dibango (2019)

Secondo qualcuno, un brano i cui ritmi anticiperebbero quelli della disco music è Johnny Remember Me (1961) di John Leyton. Tuttavia, i pionieri della disco music sono prevalentemente ravvisabili nel contesto del funk e del soul come dimostrano James Brown e Isaac Hayes, che contribuirono a plasmarla.
A New York i musicisti e il pubblico delle donne, degli omosessuali, dei neri e delle comunità latine recuperarono vari tratti degli hippy e della psichedelia tra cui le sonorità impetuose, il modo di ballare privo di schematismi, così come l'uso di illuminazioni psichedeliche, di costumi colorati e di allucinogeni. Gruppi soul psichedelici come i The Chambers Brothers e specialmente Sly & the Family Stone influenzarono artisti proto-disco come Isaac Hayes, Willie Hutch e il Philadelphia soul. Inoltre, la positività percepita, la mancanza di ironia, e la serietà degli hippies condizionarono la musica proto-disco, come l'album degli MFSB Love Is the Message. Al pubblico mainstream M.F.S.B. era la sigla di "Mother Father Sister Brother", ma nelle aree difficili da dove sono venuti si comprese che stava per "Mother Fuckin' Son of a Bitch".
La musica soul di New York e di Philadelphia furono evoluzioni del suono Motown, ed erano caratterizzati da percussioni sountuose e da archi lussureggianti che diventarono una parte prominente delle canzoni disco della metà degli anni settanta. Le prime canzoni con elementi disco furono You Keep Me Hangin' On delle The Supremes (1966), 
Only the Strong Survive di Jerry Butler (1968), I Can't Get Next To You di The Temptations (1969), Get Up (I Feel like Being a) Sex Machine (1970), considerata il primo brano disco a tutti gli effetti, Soul Makossa di Manu Dibango (1972), Superstition di Stevie Wonder (1972), Keep on Truckin' di Eddie Kendricks (1973) e The Love I Lost degli Harold Melvin & the Blue Notes (1973). Love Train dei The O'Jays (1972), con gli M.F.S.B. come band di supporto, raggiunse la numero 1 della Billboard nel marzo 1973, e questo genere fu chiamato "disco".
La disco iniziale fu dominata da produttori ed etichette discografiche come la Salsoul Records (Ken, Stanley e Joseph Cayre), la West End Records (Mel Cheren), la Casablanca Records (Neil Bogart) e la Prelude Records (Marvin Schlachter) per citarne alcuni. Il genere fu plasmato anche da Tom Moulton, che volle estendere il divertimento, creando così il mix prolungato o "remix". Altri DJ e remixer influenti che contribuirono a definire quello che divenne noto come "suono disco" furono David Mancuso, Nicky Siano, Shep Pettibone, Larry Levan, Walter Gibbons e il "Padrino della musica House" Frankie Knuckles, con sede a Chicago. I DJ dell'era disco avrebbero spesso remixato (rieditato) canzoni esistenti utilizzando i registratori a nastro, e aggiungendo dei break nelle percussioni, nuove sezioni e nuovi suoni. I DJ avrebbero selezionato i brani e i groove in base a ciò che i danzatori volevano, passando da una canzone ad un'altra con un mixer per DJ e utilizzando un microfono per introdurre le canzoni e per parlare al pubblico. Altre apparecchiature si aggiunsero alla configurazione di base del DJ, offrendo manipolazioni 'in tempo reale' del suono, come il riverbero, l'equalizzazione e l'eco. Usando queste apparecchiature, un DJ potrebbe fare effetti come il taglio di tutto tranne della linea di basso pulsante di una canzone, e poi lentamente mixare l'inizio di un'altra canzone utilizzando il cross-fader del mixer.
La disco raggiunse la televisione col programma Soul Train nel 1971, condotto da Don Cornelius, poi Disco Step-by-Step Television Show di Marty Angelo nel 1975, Disco Magic/Disco 77 di Steve Marcus, Soap Factory di Eddie Rivera, e Dance Fever di Merv Griffin, condotto da Deney Terrio, a cui viene attribuito l'insegnamento del ballo a John Travolta per il suo ruolo nel film di successo Saturday Night Fever, così come DANCE con sede a Columbia, nella Carolina del Sud.

#### Ruolo della Motown
Diana Ross fu una delle prime artiste Motown ad abbracciare il suono disco col suo grande successo outing del 1976 Love Hangover dal suo omonimo album. La Ross continuò ad avere successi disco per il resto dell'era disco, tra cui i classici successi da ballo del già citato Upside Down e I'm Coming Out (quest'ultimo diventò immediatamente uno dei preferiti nella comunità gay). The Supremes, il gruppo che rese la Ross famosa, ottenne una manciata di hit nelle discoteche senza la Ross, in particolare I'm Gonna Let My Heart Do the Walking del 1976, e il loro ultimo singolo ad entrare in classifica prima di sciogliersi, You're My Driving Wheel del 1977, proprio alla fine degli anni '70.

### Ascesa al mainstream

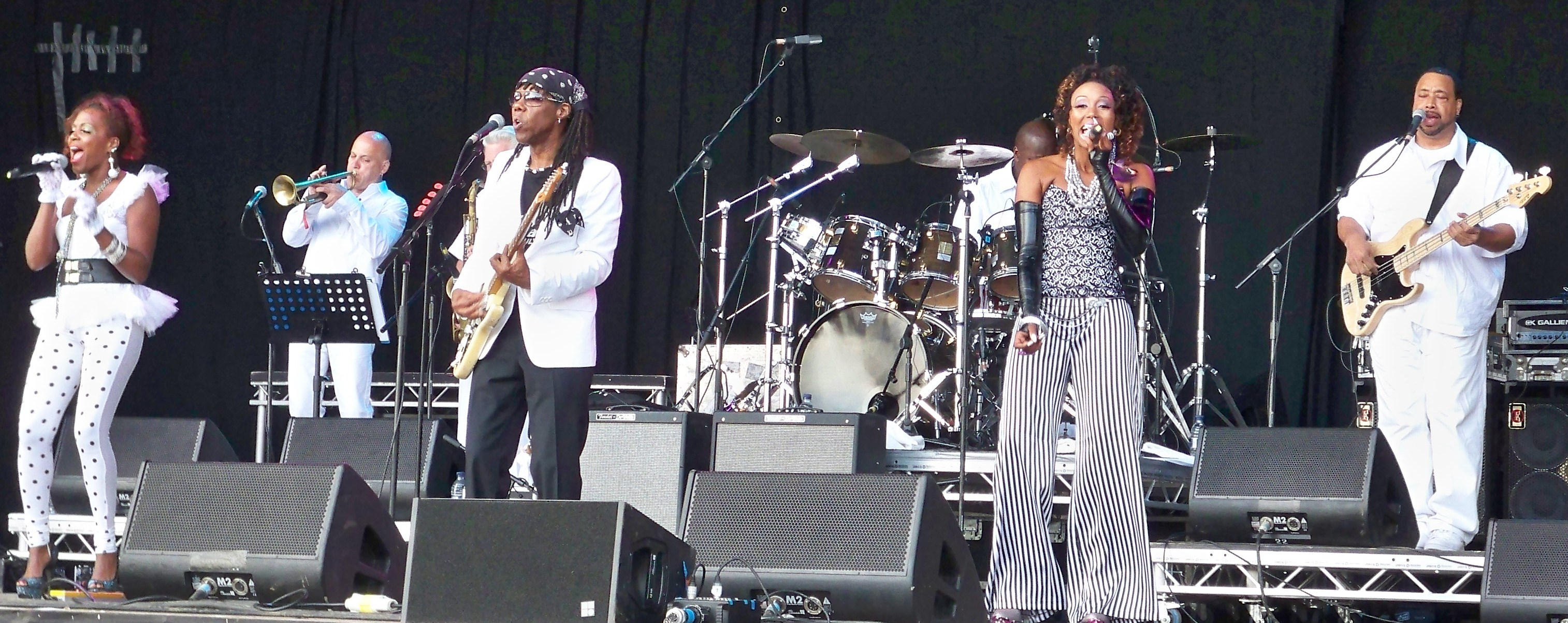
Gli Chic (2012)

Dal 1974 al 1977, la musica disco continuò a crescere in popolarità e molte canzoni disco raggiunsero la vetta delle classifiche. Già nel 1973, Love's Theme della The Love Unlimited Orchestra di Barry White divenne la seconda canzone disco a raggiungere la numero 1 nella Billboard Hot 100, dopo Love Train. Gli MFSB pubblicarono l'anno successivo anche TSOP (The Sound Of Philadelphia) con il coro delle The Three Degrees, e questa fu la terza canzone disco a raggiungere la numero 1; TSOP fu scritta come sigla per il programma televisivo Soul Train.
Rock the Boat dei The Hues Corporation, numero 1 negli Stati Uniti d'America che ha superato il milione di copie vendute, fu una delle prime canzoni disco nel 1974 a raggiungere la prima posizione. Lo stesso anno vide l'uscita Kung Fu Fighting di Carl Douglas, canzone prodotta da Biddu, che raggiunse la numero 1 sia nel Regno Unito che negli Stati Uniti e divenne il singolo più venduto dell'anno ed uno dei singoli più venduti di tutti i tempi con undici milioni di dischi venduti in tutto il mondo, contribuendo a diffondere il genere musicale in grande misura. 
Tra le altre hit disco di quell'anno Rock Your Baby di George McCrae, che divenne il primo singolo disco a raggiungere la posizione numero uno nel Regno Unito, dato che nelle sezioni nord-ovest del Regno Unito l'esplosione del Northern Soul (che iniziò alla fine degli anni sessanta e raggiunse il picco proprio nel 1974) rese la regione ricettiva alla disco che i Disc jockey portavano da New York.

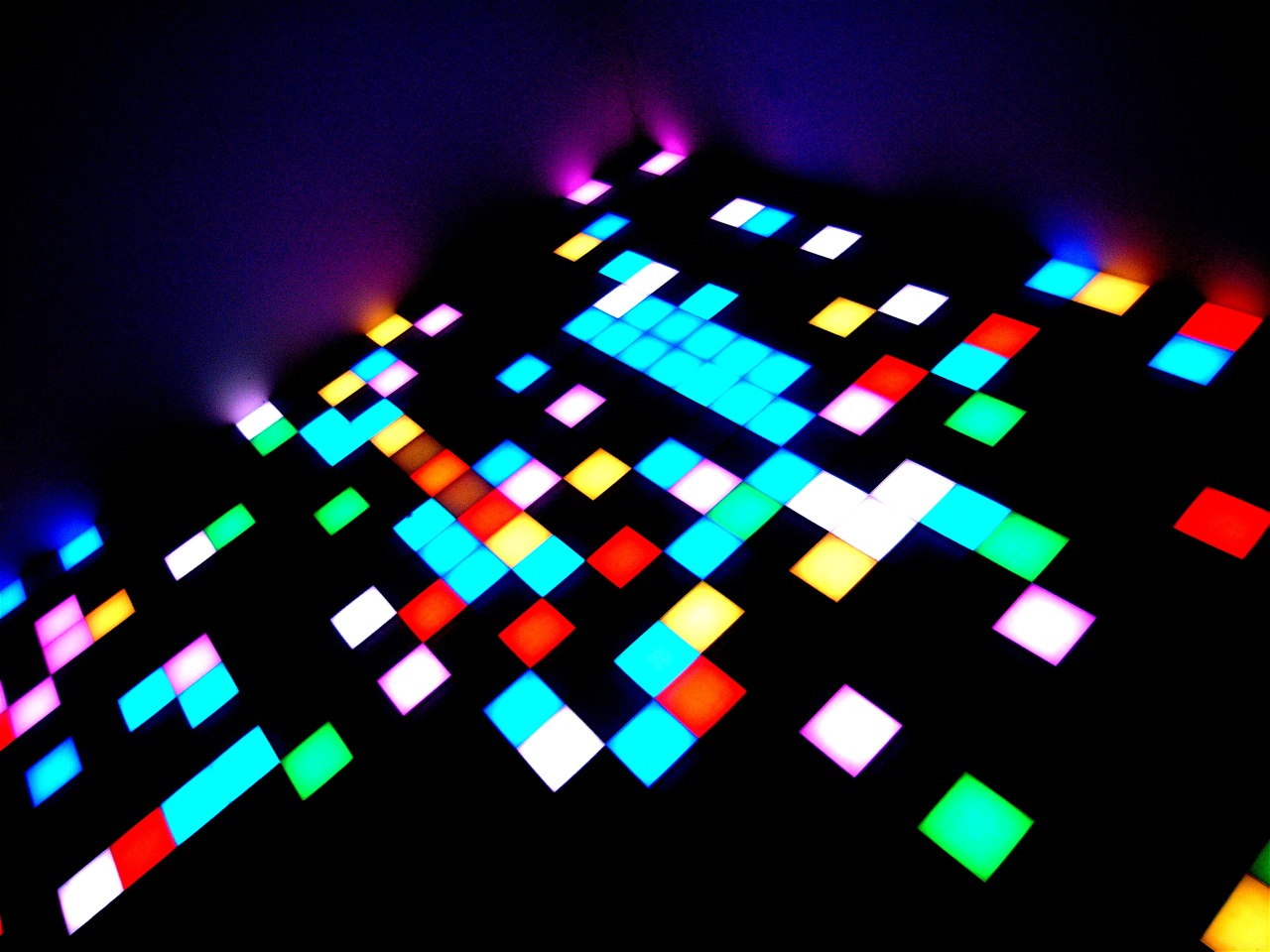
Alcune discoteche avevano piste da ballo dotate di piattaforme luminose che lampeggiavano a ritmo di musica.

Nel 1974, Gloria Gaynor pubblicò il primo album in vinile in formato disco mix, che incluse una cover di Never Can Say Goodbye dei The Jackson 5 ed altre due canzoni: Honey Bee e una cover dei The Four Tops di Reach Out I'll Be There.
Nel 1975 la cantautrice statunitense Donna Summer registrò una canzone, che portò al suo produttore Giorgio Moroder, intitolata Love to Love You Baby e che conteneva una serie di orgasmi simulati: la canzone non era mai stata destinata ad essere pubblicata, ma quando Moroder la suonò nei club fece sensazione; ciò spinse Moroder a pubblicarla ed essa andò alla numero 1. La canzone è stata descritta come l'arrivo dell'espressione del crudo desiderio sessuale femminile nella musica pop; del singolo è stato pubblicato un formato da 12 pollici della durata di 17 minuti, che ancora oggi rimane uno standard nelle discoteche.
I KC and the Sunshine Band di Miami, formati da Harry Wayne Casey ("KC") e Richard Finch, ebbero una serie definitiva di singoli top 5 tra il 1975 e il 1977, tra cui Get Down Tonight, That's the Way (I Like It), (Shake, Shake, Shake) Shake Your Booty, I'm Your Boogie Man e Keep It Comin' Love. La hit Evil Woman degli Electric Light Orchestra del 1975, anche se venne descritta come rock orchestrale, fu caratterizzata da un suono di violino che divenne un punto fermo della disco.
I Bee Gees usarono il falsetto di Barry Gibb in un periodo tra il 1975 e il 1979 per raccogliere successi quali You Should Be Dancing, Stayin' Alive, Night Fever, More Than a Woman, Nights on Broadway e Love You Inside Out. Alcune hit, come The Hustle di Van McCoy del 1975 e la cover di Could It Be Magic di Donna Summer del 1976, portarono ulteriormente la disco nel mainstream. Altri primi importanti successi disco sono stati Dancing Machine dei The Jackson 5, You're the First, the Last, My Everything di Barry White, Lady Marmalade delle Labelle, tutte del 1974, Fly, Robin, Fly delle Silver Convention e Gimme Some (of Your Sweet Love) di Jimmy Bo Horne, entrambe del 1975, Disco Inferno dei The Trammps del 1976 (reincisa dalla band nel 1978 grazie al successo nella colonna sonora del film Saturday Night Fever del 1977) e Love Is in the Air di John Paul Young del 1977.
Sono anche da segnalare Got to Be Real di Cheryl Lynn (1978), Shame di Evelyn "Champagne" King (1978), Can't Fake the Feeling di Geraldine Hunt (1980), e i vari tentativi di Walter Murphy di portare la musica classica al mainstream, in particolare la sua hit A Fifth of Beethoven (1976).

### Consolidamento come musica pop
Nel dicembre del 1977 uscì il film La febbre del sabato sera. Fu un grande successo e la sua colonna sonora divenne uno degli album più venduti di tutti i tempi. L'idea per il film fu scatenata da un articolo del New Yorker Magazine del 1976 intitolato Tribal Rites Of The New Saturday Night (Riti tribali del nuovo sabato sera), che raccontò la cultura disco nella New York City della seconda metà degli anni settanta.
La cantante statunitense Gloria Gaynor fece molte hit disco di successo di fine decennio: fra le sue vi sono state I Will Survive, del 1978, e tra quelle dei primi anni ottanta Let Me Know (I Have a Right), del 1980, e I Am What I Am, del 1982, che la consolidò come icona gay.
Sempre nel 1977 Donna Summer pubblicò I Feel Love, che mischiava il sound della disco con un suo sottogenere, l'Hi-NRG, e la musica elettronica; nel 1978, invece, il suo singolo MacArthur Park, che ha venduto milioni di copie, fu numero uno della Billboard Hot 100 per tre settimane e fu nominato per il Grammy Award alla miglior interpretazione vocale femminile pop. La registrazione della Summer, che fu inclusa come parte del MacArthur Park Suite nel suo doppio album Live and More, era della durata di 8 minuti e 36 secondi nell'album. La versione singolo di MacArthur Park, presente nel vinile in formato 7 pollici, fu il primo singolo della Summer a raggiungere la numero 1 nella Hot 100; tuttavia non include la ballata della seconda parte della canzone. Un remix del 2013 di MacArthur Park della Summer raggiunse la numero 1 nella Billboard Dance Charts, segnando cinque decenni consecutivi con una hit numero 1 nelle classifiche. Dal 1978 al 1979 la Summer continuò a pubblicare successi come Last Dance, Heaven Knows, Hot Stuff, Bad Girls e On the Radio, tutte canzoni disco di grande successo.
I The Jackson 5 fecero molte canzoni disco quando questo stile fu al culmine della popolarità, tra cui Blame It on the Boogie (1978), Shake Your Body (Down to the Ground) (1979), tratte dall'album Destiny, e anche Lovely One (1980) e Can You Feel It (1981), tratte dall'album Triumph, tutte queste canzoni con Michael Jackson come vocalist. Costui, nel suo quinto album solista, uscito nel 1979 e intitolato Off the Wall, sfornò diversi successi anch'essi disco, tra cui Don't Stop 'Til You Get Enough, che fu la sua seconda hit solista del genere a raggiungere la numero 1, e ancora Workin' Day and Night, Rock with You, terza hit disco che raggiunse la numero 1, tutte del 1979, e Off the Wall, del 1980.
Gli Chic, costituiti nel 1976 e formati principalmente dal chitarrista Nile Rodgers - un autodescritto "hippie di strada" dalla New York della fine degli anni sessanta - e dal bassista Bernard Edwards, fecero canzoni disco come Dance, Dance, Dance (Yowsah, Yowsah, Yowsah), Everybody Dance, entrambe del 1977, Le Freak (che ebbe molto successo e che viene ancora considerata una canzone-simbolo del genere), I Want Your Love, entrambe del 1978, Good Times, spesso campionato, e My Forbidden Lover, entrambe del 1979. Il gruppo si considerava come una rock band del movimento disco che mantenne gli ideali hippie di pace, amore e libertà. Ogni canzone che incisero fu scritta con un riguardo nel dar loro un "deep hidden meaning" (significato nascosto in profondità) o D.H.M.
Andy Gibb, un fratello minore nei Bee Gees, ebbe seguito con simili hit soliste come I Just Want to Be Your Everything, (Love Is) Thicker Than Water, entrambe del 1977, e Shadow Dancing del 1978.
Sylvester, noto cantante dichiaratamente omosessuale, ebbe molto successo con canzoni disco come You Make Me Feel (Mighty Real), Dance (Disco Heat), entrambe del 1978, e Body Strong del 1979.
I Village People, altro gruppo musicale di persone dichiaratamente omosessuali, avente ciascuno di loro un costume di un personaggio che negli Stati Uniti è stereotipo di mascolinità, fecero anche loro molte hit disco come Macho Man, Y.M.C.A. del 1978, e In the Navy del 1979.
Altre hits disco della fine del decennio degne di nota furono Born to Be Alive di Patrick Hernandez del 1978, September e Boogie Wonderland degli Earth, Wind & Fire, We Are Family delle Sister Sledge, Ring My Bell di Anita Ward e  Ladies' Night,  Celebration e Get Down on It dei Kool & the Gang, la cover di Knock on Wood di Amii Stewart, tutte canzoni del 1979, come anche Funkytown dei Lipps Inc. del 1980.

### Reazione violenta e declino

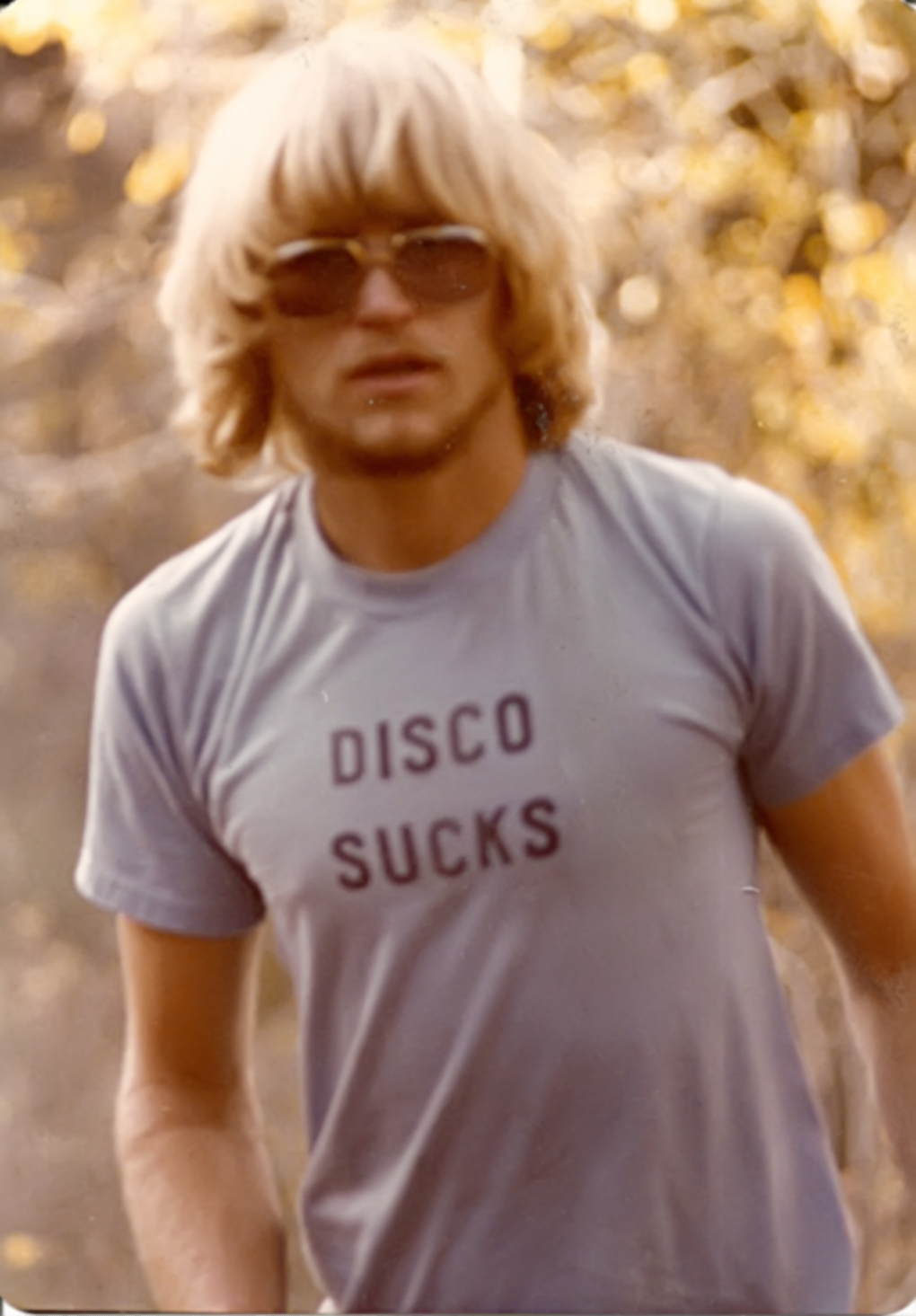
Un uomo che indossa una T-shirt con la scritta Disco Sucks (La disco fa schifo)

Alla fine degli anni settanta, un forte sentimento anti-disco si sviluppò tra i fan del rock e i musicisti, in particolare negli Stati Uniti. Gli slogan "disco sucks" (la disco fa schifo) e "death to disco" (morte alla disco) divennero comuni. Artisti rock come Rod Stewart e David Bowie che aggiunsero elementi disco alla loro musica furono accusati di essersi venduti.
La subcultura punk negli Stati Uniti e nel Regno Unito fu spesso ostile alla disco. Jello Biafra dei Dead Kennedys nella song "Saturday Night Holocaust" paragonò la disco alla cultura cabaret della Germania dell'era Weimar per la sua apatia verso le politiche del governo e la sua evasione. Mark Mothersbaugh dei Devo disse che la disco era "come una bella donna con un grande corpo e niente cervello", e un prodotto dell'apatia politica di quel periodo. Il critico rock del New Jersey scrisse "Put a Bullet Through the Jukebox", una diatriba al vetriolo contro la disco che fu considerata una chiamata alle armi del punk.
Il sentimento anti-disco fu espresso in alcuni spettacoli televisivi e nei film. Un tema ricorrente nello show WKRP in Cincinnati fu un atteggiamento ostile verso la musica disco. In una scena del film comico Airplane! uno skyline della città include una torre radio con un nominativo della stazione illuminato con i neon. Una voce fuori campo di un Disc jockey dice "WZAZ a Chicago, dove la disco vive per sempre!" Poi un aereo capriccioso fende la torre radio con la sua ala, la voce fuori campo viene silenziata e il nominativo illuminato si spegne.
Il 12 luglio 1979 divenne noto come "il giorno in cui la disco morì" a causa della Disco Demolition Night, una manifestazione anti-disco in un doubleheader al Comiskey Park a Chicago. I DJ rock Steve Dahl e Garry Meier, insieme a Michael Veeck, figlio del proprietario dei Chicago White Sox Bill Veeck, organizzarono l'evento promozionale per i fan del rock scontenti tra i game di un incontro fra i White Sox e le Detroit Tigers. L'evento, che comportò l'esplosione di registrazioni disco, si concluse in una rivolta, durante la quale la folla vociante strappò sedili e pezzi di tappeto erboso, e causò altri danni. Il Chicago Police Department fece numerosi arresti, e gli ingenti danni al campo costrinsero i White Sox a rinunciare al secondo game ai Detroit Tigers, che avevano vinto il primo game. Sei mesi prima del caotico evento, la popolare stazione radio Progressive rock WDAI (WLS-FM) passò improvvisamente ad un formato completamente disco, disaffrancando migliaia di fan del rock a Chicago e lasciando Dahl disoccupato.
Il 21 luglio 1979 i primi sei dischi nella classifica musicale statunitense erano canzoni disco. Il 22 settembre non c'erano canzoni disco nella classifica top 10 statunitense. Qualcuno nei media, in toni celebrativi, dichiarò la disco "morta" e il rock rianimato.
In Italia, persino l'élite intellettuale si scagliò contro il genere da discoteca: sul noto settimanale Tv Sorrisi e Canzoni, nel 1978 uscirono articoli denigratori a firma di Camilla Cederna e Luca Goldoni, così come sulla stampa di sinistra, da Il manifesto a Lotta Continua, si sottopose la musica disco ad una ideologica ed ingiusta critica.

#### I fattori che contribuirono al declino della disco
I fattori che sono stati citati che portarono al declino della disco negli Stati Uniti includono i cambiamenti economici e politici alla fine degli anni settanta, nonché l'esaurimento degli stili di vita edonistici guidati dai partecipanti. Negli anni successivi alla Disco Demolition Night, alcuni critici sociali descrissero la reazione violenta come implicitamente maschilista e bigotta, e un attacco alle culture non bianche e non eterosessuali.
Nel gennaio 1979, il critico rock Robert Christgau sostenne che l'omofobia, e con ogni probabilità il razzismo furono ragioni alla base della reazione violenta, una conclusione condivisa da John Rockwell. Craig Werner scrisse: "Il movimento anti-disco rappresentò una diabolica alleanza di funkettari e femministe, progressisti e puritani, rockers e reazionari. Tuttavia, gli attacchi alla disco diedero voce rispettabile ai tipi più brutti di razzismo inconfessato, di sessismo e di omofobia. Legs McNeil, fondatore del fanzine Punk, fu citato in un'intervista a dire "gli hippies hanno sempre voluto essere neri, stavamo dicendo 'fanculo il blues, fanculo l'esperienza nera'." Disse anche che la disco fu un risultato di un'unione empia tra gli omosessuali e i neri.
Dahl, che aveva capeggiato la Disco Demolition Night, negò qualsiasi sfumatura razzista od omofobica nella promozione, dicendo: "È davvero facile guardarla storicamente da quel punto di vista, e collegare tutte quelle cose ad essa. Ma non stavamo pensando così." È stato osservato che i critici punk rock britannici della disco appoggiarono parecchio il genere reggae, pro-neri/anti razzista. Robert Christgau e Jim Testa dissero che c'erano legittimi motivi artistici per essere critici della disco.
Nel 1979 l'industria musicale negli Stati Uniti stava subendo la peggiore crisi da decenni, e la disco, nonostante la sua popolarità di massa, fu incolpata. Il suono dei produttori stava avendo difficoltà ad amalgamarsi bene al sistema di marketing dell'industria orientata verso l'artista. Harold Childs, vice presidente senior della A&M Records, disse al Los Angeles Times che "la radio è veramente disperata per il prodotto rock" e che "essi sono tutti alla ricerca di un po' di rock-n-roll bianco". Gloria Gaynor affermò che l'industria musicale sostenne la distruzione della disco perché i produttori di musica rock stavano perdendo soldi e i musicisti rock stavano perdendo la ribalta.

## Influenza musicale

### Crossover in altri generi musicali

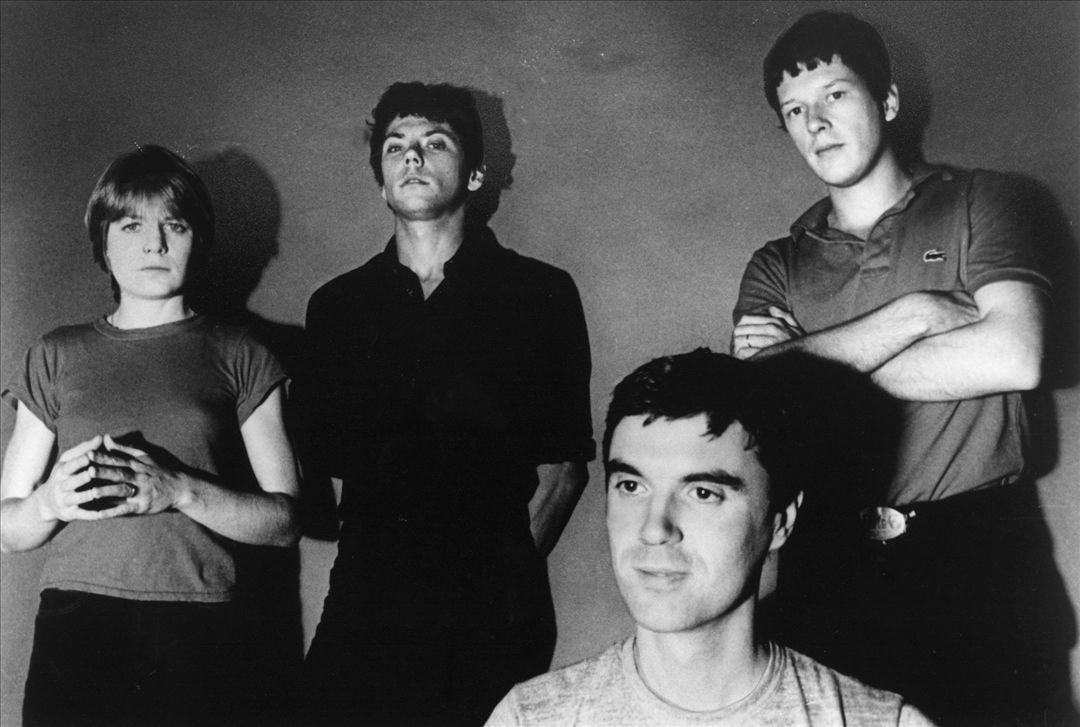
Pur non essendo propriamente un gruppo musicale disco, i Talking Heads si ispiravano a quello stile.

La popolarità della disco portò molti artisti pop e qualche rocker non appartenenti alla cultura disco a registrare canzoni disco al culmine della sua popolarità. Molte delle loro canzoni fra queste non erano puramente "disco", ma erano canzoni principalmente pop o rock con (a volte inevitabili) influenze musicali o sfumature del sound disco. Tipici esempi sono: White disco Jive Talkin' di Bee Gees (1975), Disco Duck di Rick Dees (1976), You Should Be Dancing di Bee Gees (1976), Copacabana di Barry Manilow (1978), Heart of Glass dei Blondie, Take Me Home di Cher (1979), Da Ya Think I'm Sexy? di Rod Stewart (1979), Pop Muzik di M (1979).
Anche i rockers mescolarono elementi della disco con il loro tipico stile Rock and roll nelle canzoni. Il gruppo rock progressivo Pink Floyd utilizzò, nell'album The Wall, elementi disco nella loro canzone white disco Another Brick in the Wall, Part 2 (1979) - che divenne l'unico singolo numero 1 di successo del gruppo (sia negli Stati Uniti che nel Regno Unito). Gli Eagles diedero cenni alla disco con One of These Nights (1975) e Disco Strangler (1979), i The Rolling Stones fecero Miss You (1978), i Paul McCartney & Wings fecero Goodnight Tonight, i Chicago fecero Street Player, i The Kinks fecero (Wish I Could Fly Like) Superman, gli Electric Light Orchestra fecero Shine a Little Love e Last Train to London (tutte canzoni del 1979), i Queen fecero Another One Bites the Dust e i J. Geils Band fecero Come Back (entrambe del 1980). Perfino il gruppo musicale heavy metal Kiss si cimentò nello stile con I Was Made for Lovin' You (1979).
La moda disco fu ripresa anche da artisti "non pop", tra cui l'artista country Connie Smith che coverizzò I Just Want to Be Your Everything di Andy Gibb nel 1977, mentre Bill Anderson fece Double S nel 1978, la cantante easy listening Barbra Streisand fece un duetto con Donna Summer cantando No More Tears (Enough Is Enough), numero 1 negli Stati Uniti, e Ronnie Milsap, incise Get It Up e reinterpretò Hi-Heel Sneakers di Tommy Tucker, tutte canzoni uscite nel 1979.

### Revisioni disco delle canzoni
Le canzoni non-disco e gli standard sarebbero stati spesso "disco-izzati" negli anni settanta. Il ricco accompagnamento orchestrale che venne identificato con l'era disco evocò i ricordi dell'era big band - che portò diversi artisti a registrare e disco-izzare alcuni accordi big band, tra cui Perry Como, che ri-registrò la sua hit del 1929 e del 1939, Temptation, nel 1975, nonché Ethel Merman, che pubblicò un album di canzoni disco intitolato The Ethel Merman Disco Album nel 1979.
Myron Floren, conduttore in seconda nel The Lawrence Welk Show pubblicò una registrazione del Clarinetto Polka dal titolo Disco Accordion. In una delle sue ultime incisioni, Percy Faith pubblicò un album intitolato Disco Party (1975) ed incise una versione disco della sua famosa Theme from A Summer Place nel 1976. Anche la musica classica fu adattata per la disco, in particolare A Fifth of Beethoven di Walter Murphy (1976, basata sul primo tempo della quinta sinfonia di Beethoven) e Flight 76 (basata su Il volo del calabrone di Rimsky-Korsakov) e la serie di album e singoli Hooked on Classics di Louis Clark.
Gli importanti successi disco basati sui temi dei programmi televisivi e dei film sono un medley di Guerre stellari, Star Wars Theme/Cantina Band di Meco (1977), e Twilight Zone/Twilight Tone dei The Manhattan Transfer (1979). Persino il tema di Lucy ed io non fu risparmiato dall'essere disco-izzato. Anche molte sigle televisive originali dell'epoca mostrarono una forte influenza disco, come Theme from Shaft di Isaac Hayes, colonna sonora della serie televisiva Shaft del 1973, o anche Keep Your Eye on the Sparrow (tema di Baretta, eseguito da Sammy Davis Jr. e successivamente un singolo di successo per i Rhythm Heritage), Theme from S.W.A.T. (da S.W.A.T., versioni originali e singolo dei Rhythm Heritage), entrambe del 1976, e il tema di Magnum, P.I. di Mike Post del 1980.

### Parodie
Diverse parodie dello stile disco sono state create. Rick Dees, all'epoca un DJ radiofonico a Memphis, nel Tennessee, registrò Disco Duck (1976) e Dis-Gorilla (1977); e Frank Zappa parodiò gli stili di vita dei ballerini disco in Disco Boy nel suo album del 1976 Zoot Allures, e in Dancin' Fool nel suo album del 1979 Sheik Yerbouti; L'album omonimo di debutto del 1983 di "Weird Al" Yankovic contiene una canzone disco chiamata Gotta Boogie, un gioco di parole esteso sulla somiglianza del movimento disco alla parola dello slang americano "booger" e la sua controparte britannica "bogey", che significano entrambe caccola.

### Industria musicale
La reazione violenta anti-disco, combinata con altri fattori sociali e del settore radiofonico, cambiò il volto delle radio pop negli anni successivi alla Disco Demolition Night. A partire dagli anni ottanta, la musica country iniziò una lenta ascesa nelle principali classifiche pop statunitensi. Emblematico dell'ascesa della musica country alla popolarità mainstream fu il film di successo commerciale Urban Cowboy del 1980. Un po' ironicamente, il protagonista del film fu John Travolta, che solo tre anni prima aveva recitato in Saturday Night Fever, un film che caratterizzò la cultura disco.
Durante questo periodo di declino della popolarità della disco, diverse case discografiche chiusero i battenti, vennero riorganizzate, o vennero vendute. Nel 1979 MCA Records acquistò l'ABC Records, assorbì alcuni dei suoi artisti, e poi chiuse l'etichetta. Il fondatore della RSO Records Robert Stigwood abbandonò l'etichetta nel 1981 e TK Records chiuse nello stesso anno. Salsoul Records continua ad esistere oggi, ma è usato principalmente come un marchio per le ristampe. Casablanca Records pubblicò meno dischi negli anni ottanta, e fu chiusa nel 1986 dalla casa madre PolyGram.
Molti gruppi che furono popolari durante il periodo disco in seguito lottarono per mantenere il loro successo - anche coloro che cercarono di adattarsi all'evoluzione dei gusti musicali. I Bee Gees, per esempio, ebbero solo due hit top 40 negli Stati Uniti dopo gli anni settanta (One nel 1989 e Alone nel 1997) - anche se le canzoni che scrissero successivamente ed hanno eseguito altri ebbero successo. Della manciata di gruppi che non sono stati demoliti dalla caduta in disgrazia della disco, si distinguono i Kool & the Gang, i The Jacksons - e Michael Jackson in particolare: nonostante abbiano contribuito inizialmente a definire il suono disco, continuarono a creare canzoni, sebbene più raffinate, popolari e ballabili per un'altra generazione di appassionati di musica negli anni ottanta ed oltre.

### Revival
Un risveglio della disco è stato osservato prima nel 2005, con l'album di Madonna Confessions on a dance floor, e di nuovo nel 2013, con canzoni in stile disco di artisti come Daft Punk (con Nile Rodgers e Pharrell Williams), Justin Timberlake, Breakbot e Bruno Mars, che hanno riempito le classifiche pop nel Regno Unito e negli Stati Uniti.
Nel 2013, diverse canzoni in stile disco ed R&B entrarono in classifica, e le classifiche pop ebbero più canzoni ballabili che in qualsiasi momento dalla fine degli anni settanta. Il più grande successo disco dell'anno, a giugno, fu Get Lucky dei Daft Punk, con Nile Rodgers alla chitarra. La canzone fu inizialmente pensata probabilmente per essere la candidata principale per diventare la più grande hit dell'estate di quell'anno; tuttavia, la canzone finì per piazzarsi alla numero 2 della classifica Billboard Hot 100 per 5 settimane, dietro un'altra importante canzone in stile disco, Blurred Lines di Robin Thicke, che trascorse dodici settimane alla numero 1 nella Hot 100, e nel processo divenne eventualmente la canzone dell'estate. Entrambe furono popolari presso una grande varietà di gruppi demografici. Altre canzoni in stile disco che entrarono nella top 40 furono Take Back the Night di Justin Timberlake (nº 29), Treasure di Bruno Mars (nº 5) e la pubblicazione postuma di una canzone di Michael Jackson, Love Never Felt So Good (nº 9). Inoltre, sia Reflektor degli Arcade Fire che Random Access Memories dei Daft Punk, inclusero forti elementi disco, e raggiunsero la cima della Billboard 200 nel 2013. Nel 2014, la musica disco può essere trovata in Artpop di Lady Gaga e in Birthday di Katy Perry.

## Diffusione

### Euro disco

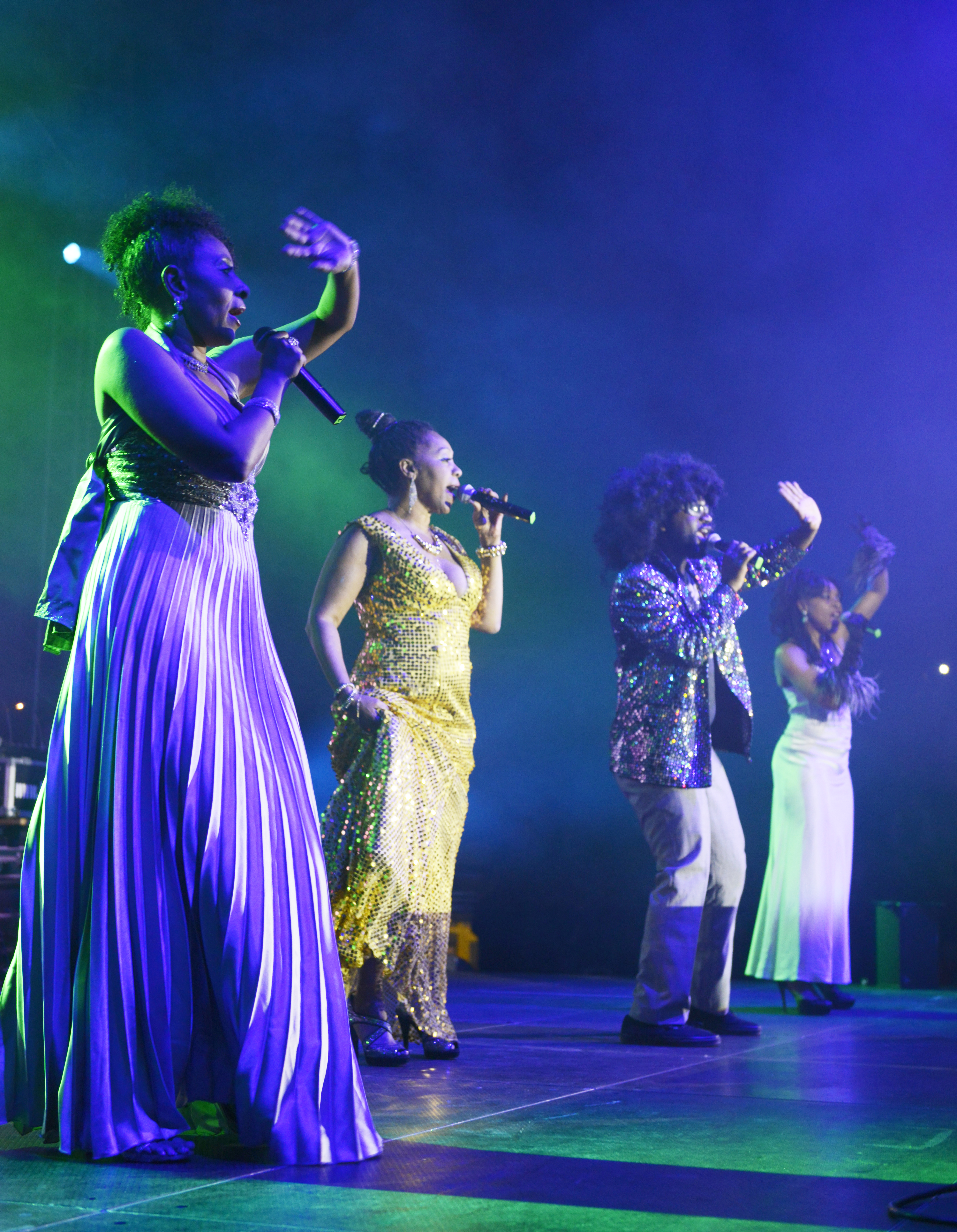
I Boney M. (2015)

Mentre la popolarità della disco diminuì fortemente negli Stati Uniti, abbandonata dalle principali etichette discografiche e dai produttori, la disco europea continuò ad evolversi all'interno del vasto panorama della musica pop mainstream. I gruppi europei Love and Kisses, Munich Machine, e gli americani Donna Summer e Village People, furono tra i gruppi ed i cantanti che definirono il suono Euro disco della fine degli anni settanta. I produttori come Giorgio Moroder, che AllMusic descrisse come "uno dei principali architetti del suono disco" con il successo di Donna Summer I Feel Love (1977), e Cerrone furono coinvolti nell'euro disco. Anche il gruppo musicale tedesco dei Kraftwerk ebbe un'influenza sull'euro disco.
Il gruppo musicale euro disco di maggior successo in assoluto furono gli ABBA, Questo quartetto svedese, con successi, ad esempio Waterloo (1974), S.O.S. (1975), Mamma Mia (1975), Fernando (1976), Take a Chance on Me (1978), Gimme! Gimme! Gimme! (A Man After Midnight) (1979), e la loro principale hit, Dancing Queen (1976) - è classificato come l'ottavo gruppo musicale di successo di tutti i tempi. Altri gruppi musicali europei di spicco pop e disco furono le Luv' dai Paesi Bassi e i Boney M., un gruppo di quattro cantanti originari dei Caraibi ideato dal produttore discografico tedesco Frank Farian. Questi ultimi entrarono in classifica in tutto il mondo con successi come Daddy Cool (di cui verrà realizzata, nel 2000, la parodia Bucatini Disco Dance da parte dei presentatori televisivi Paolo Bonolis e Luca Laurenti), Ma Baker, Rivers of Babylon e Rasputin; tedesche erano pure le Silver Convention, la cui canzone più famosa è Fly, Robin, Fly del 1975.
In Spagna si sono distinte le Baccara, famose per hit come Yes Sir, I Can Boogie e Sorry, I'm a Lady, entrambe del 1977.
In Francia, Claude François, che si reinventò come il re della disco francese, pubblicò La plus belle chose du monde, una versione francese del successo dei Bee Gees, Massachusetts, che divenne una grande hit in Canada ed in Europa, ed Alexandrie Alexandra fu pubblicata postuma il giorno della sua sepoltura e divenne una hit mondiale. Dalida è soprannominata da molte persone "Regina del Disco" in Francia. Ha cantato molte canzoni discografiche che avranno un successo mondiale come Mourir sur scène, J'attendrai, Bésame mucho, Salma ya salama, Laissez-moi danser, Kalimba de Luna. E le prime canzoni di successo di Cerrone, Love in C Minor, Give Me Love e Supernature divennero grandi successi negli Stati Uniti e in Europa.
Un'altra artista euro disco fu Amanda Lear, il suono euro-disco si sente maggiormente nella canzone Enigma (Give a bit of Mmh to me) (1978).

#### In Italia
In Italia la disco music si diffuse a partire dalla metà degli anni settanta. Segno della fortuna che ebbe nella Penisola fu il diffondersi di molte discoteche che trasmettevano musica da ballo americana, specie in Emilia-Romagna, Veneto, Lombardia e Piemonte. Tra i molti artisti che, in modo più o meno evidente, si ispirarono alla nuova tendenza vi sono Marcella Bella, prima e principale ispiratrice della disco music femminile, Renato Zero, Alan Sorrenti, Umberto Tozzi, Ivan Cattaneo, Raffaella Carrà, che fece successo con A far l'amore comincia tu del 1976, Fiesta del 1977 e Tanti Auguri del 1978, riscontrando molta audience soprattutto nel pubblico gay.
Se tuttavia per molti artisti italiani la disco music rappresentò soltanto una breve parentesi, per numerosi esponenti del filone Italo disco segnò l'intera discografia. Quest'ultimo stile ha caratterizzato specialmente gli anni ottanta e ha avuto grande successo in tutta Europa e negli Stati Uniti. Ha un debito nei confronti di Giorgio Moroder, l'hi-NRG, l'Eurodisco e la space disco ed è propensa alle sonorità futuristiche e l'uso dei vocoder. Tra i tanti che hanno pubblicato musica Italo disco vi sono i fratelli Carmelo e Michelangelo La Bionda, che utilizzando la doppia denominazione La Bionda/D.D. Sound e scalarono le classifiche di mezzo mondo con una serie di successi fra cui One For You, One For Me e 1.2.3.4... Gimme Some More. Oltre ad essi figurano Kano, Klein + M.B.O., Sabrina Salerno e Ryan Paris.

## Generi musicali correlati

### Dance punk
A conferma del successo della disco music vi è anche il suo impatto nel genere rock e le sue diramazioni. Una di queste, il dance punk, detto anche disco punk, venne rappresentato da gruppi le cui canzoni ballabili erano comunque attinenti all'estetica del punk rock e alla new wave. Tra i numerosi gruppi che hanno intrapreso tale percorso vi sono i Buzzcocks, i Talking Heads, e i Blondie.

### Hi-NRG
L'hi-NRG si sviluppò negli anni ottanta e si tratta di una variante più veloce della disco music. Questo stile fa un consistente uso di drum machine e sintetizzatori. Tra gli artisti che hanno prodotto musica classificata come hi-NRG vi sono Stacey Q, Dead or Alive e Patrick Cowley.